# Jonathan Berlin
Jonathan Berlin (Ulma, 1994) è un attore tedesco.

## Biografia
Nato ad Ulma, Jonathan Berlin è cresciuto con i suoi due fratelli nella città sveva di Günzburg. Inizialmente voleva fare il burattinaio.

### Attore teatrale
Dal 2007 al 2012, apparteneva al Jungen Ensemble del Theater Ulm. Ha interpretato Puck in Sogno di una notte di mezza estate (2010) e Florindo in Il servitore di due padroni (2011). Nel 2012 ha interpretato il ruolo di Hagen nell'operetta Die lustigen Nibelungen.. Nel 2011, ha lavorato al Theater Ulm nella parte di Amok nello spettacolo Good Morning, Boys and Girls di Juli Zeh.
Berlin ha studiato recitazione dal settembre 2012 a novembre 2015 presso la Otto-Falckenberg-Schule di Monaco.
Nella stagione 2013/14 si è unito al Münchner Kammerspiele nel ruolo di Johannes nell'Episodio 2 (Etienne) della serie drammatica in quattro parti Schnapsbudenbestien – Der Fall einer Familie basata su temi di Émile Zola. Nel 2015 ha interpretato il ruolo di Ernö in Rebellen di Sándor Márai (Regia: Swen Lasse Awe).

### Attore cinematografico e televisivo
Nel 2010 esordisce come attore recitando in un episodio della serie Krimi.de. Successivamente ha recitato in diversi cortometraggi e nelle serie televisive Un ciclone in convento, Il commissario Köster, Hamburg Distretto 21 e Club der roten Bänder. Dal 2015 al 2018 ha recitato nella serie Linea di separazione nel ruolo di Walter Imhoff. 
Nel 2017 ha recitato nel film televisivo Die Freibadclique, tratto dall'omonimo romanzo di Oliver Storz.

## Filmografia

### Cinema
- Jean, regia di Alexander Jaschik - cortometraggio (2012)
- Und morgen mittag bin ich tot, regia di Frederik Steiner (2013)
- Mund zu Mund, regia di Oskar Sulowski - cortometraggio (2014)
- Leiber, regia di Andre Krummel - cortometraggio (2014)
- Black Hole, regia di Benjamin Müller - cortometraggio (2014)
- Terrier, regia di Ozan Mermer - cortometraggio (2016)
- Schneeblind, regia di Arto Sebastian (2017)
- After-work beer, regia di Ben Brummer (2018)
- Feiert Eileen!, regia di Judith Westermann - cortometraggio (2018)
- Schwimmen, regia di Luzie Loose (2018)
- So viel Zeit, regia di Philipp Kadelbach (2018)
- The Third King, regia di Christoph Oliver Strunck - cortometraggio (2018)
- Jemand und Niemand, regia di Joscha Douma - cortometraggio (2019)
- Young, Fragile, regia di Joscha Bongard - cortometraggio (2020)

### Televisione
- Krimi.de – serie TV, episodio 6x06 (2010)
- Kommissarin Lucas – serie TV, episodio 1x21 (2014)
- Un ciclone in convento (Um Himmels Willen) – serie TV, episodio 13x13 (2014)
- Zwischen den Zeiten, regia di Hansjörg Thurn – film TV (2014)
- Die Himmelsleiter – miniserie TV (2015)
- Il commissario Köster (Der Alte) – serie TV, episodio 44x02 (2015)
- Hamburg Distretto 21 (Notruf Hafenkante) – serie TV, episodio 10x11 (2015)
- Der Bergdoktor – serie TV, episodio 9x08 (2016)
- Prinz Himmelblau und Fee Lupine – film TV (2016)
- Club der roten Bänder – serie TV, episodio 2x08 (2016)
- Soko 5113 (SOKO München) – serie TV, episodio 42x11 (2016)
- Helen Dorn – serie TV, episodio 1x07 (2017)
- Die Freibadclique, regia di Friedemann Fromm – film TV (2017)
- Keine zweite Chance – miniserie TV (2017)
- Linea di separazione (Tannbach) – serie TV, 6 episodi (2015-2018)
- Kruso, regia di Thomas Stuber – film TV (2018)
- Unwanted - Ostaggi del mare, regia di Oliver Hirschbiegel – miniserie TV (2023)

## Riconoscimenti
- Bermuda International Film Festival
  - 2018 – Outstanding Acting per The Third King (con Kelvin Burkard, Antonia Bill, Patrick Güldenberg, Leander Menzel e Zoe Hannah)

- German Screen Actors Awards
  - 2018 – Miglior giovane attore per Die Freibadclique

- German Television Awards
  - 2019 – Candidatura al miglior attore per Die Freibadclique